# Kees Groeneveld
Cornelis Jacobus (Kees) Groeneveld (Utrecht, 21 december 1897 – De Bilt, 26 januari 1986) was een Nederlandse steenbeeldhouwer.

## Leven en werk
Groeneveld was een voormalige broeder-missionaris, die al tijdens zijn religieuze loopbaan begon met beeldhouwen. Om de kost te kunnen verdienen was hij op latere leeftijd, na zijn uittreding, werkzaam als steen- en beeldhouwer bij de gemeente Utrecht. Hij werkte hij onder andere mee aan restauraties van de Dom van Utrecht en de Nicolaïkerk. In 1953 begon Groeneveld een lantaarnconsole in de Utrechtse binnenstad van beeldhouwwerk te voorzien. Dit werd verder aangezwengeld door de gemeentelijke opzichter Willem Stooker. Uiteindelijk resulteerde het in een project met ongeveer 330 gebeeldhouwde consoles langs de Utrechtse binnenstadsgrachten, gecreëerd door onder anderen Jeanot Bürgi, Jo Esenkbrink, Anton Geerlings, Paulus Reinhard en Groeneveld. Groeneveld vervaardigde 35 consoles.

## Lantaarnconsoles in Utrecht
- De Vis (voor 1957), Vismarkt
- Vismarkt (voor 1957), Vismarkt
- Suster Bertken (voor 1957), Vismarkt
- Heul-Heul (1959), Oudegracht
- 't Wittebroodskind (1960/65), Lichte Gaard
- De Drie Dorstige Harten (i.s.m. Roverso 1965), Oudegracht
- Sint Eloy (1968), Oudegracht
- De Kroning van Paus Adriaan (1969), Oudegracht
- De Visafslag (voor 1972), Vismarkt
- St. Geertruy (voor 1975), Oudegracht
- St. Maartensviering (voor 1977), Vismarkt
- De Basilisk (voor 1977), Oudegracht

## Fotogalerij

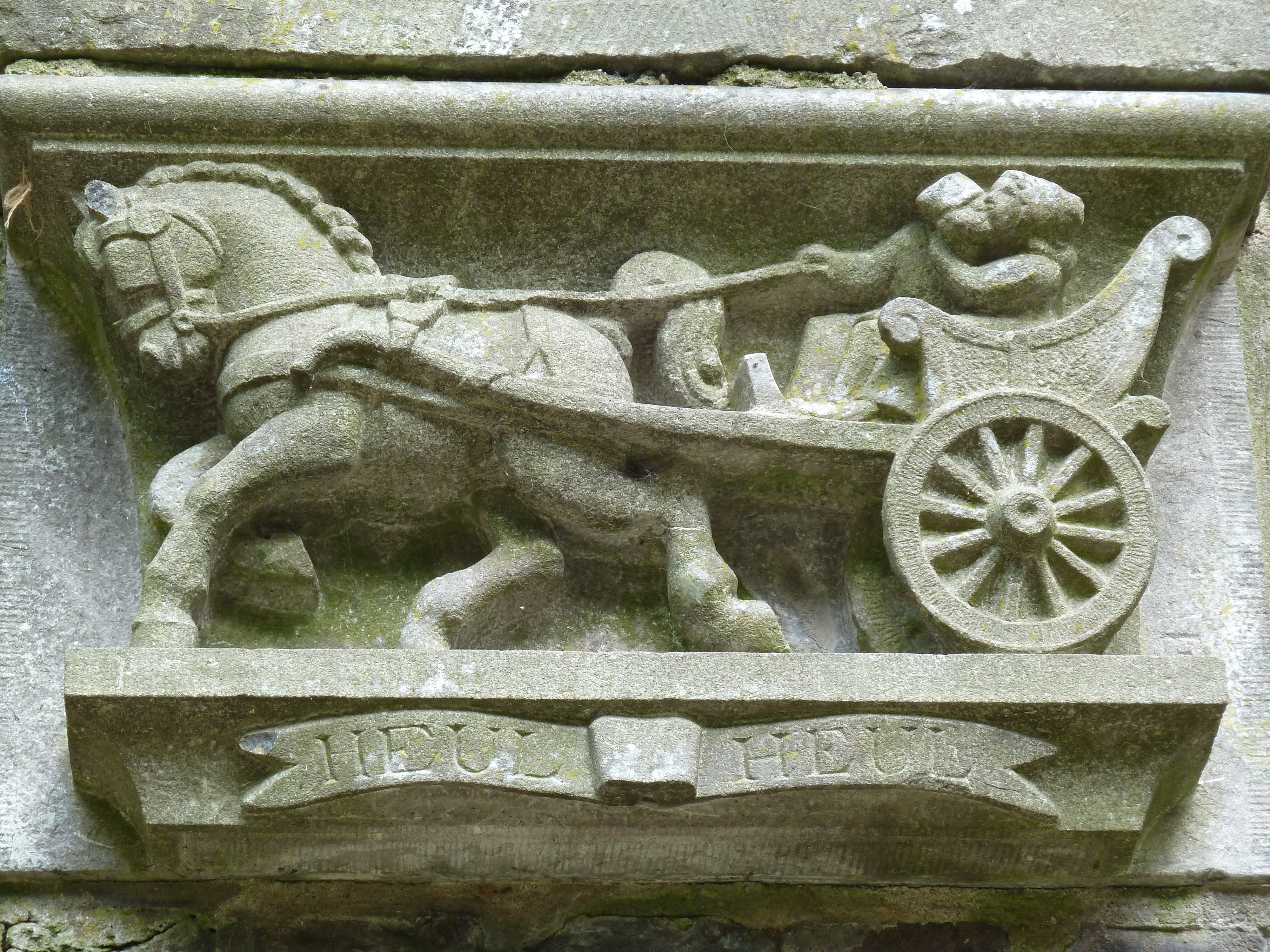
Heul-Heul (1959)
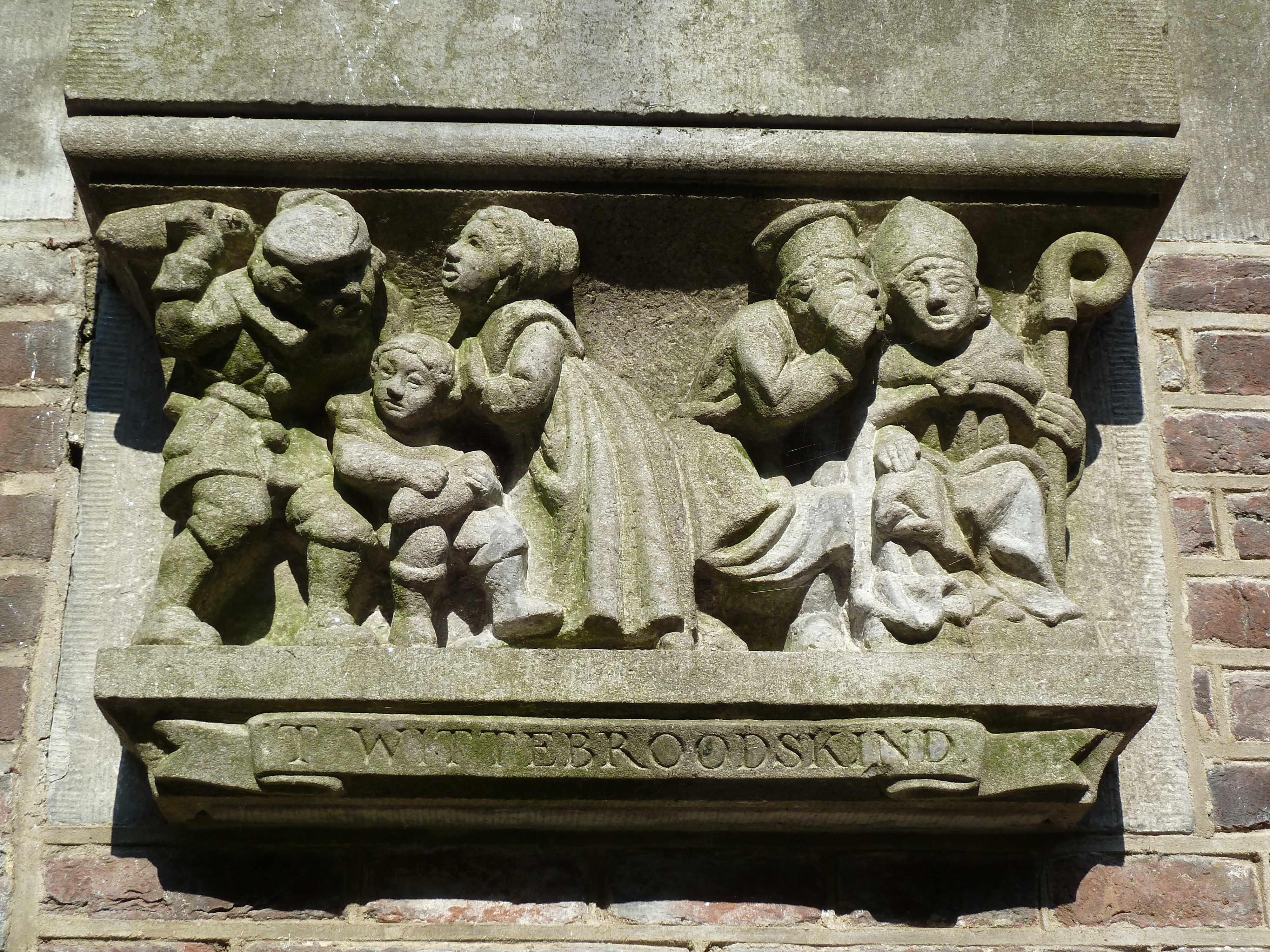
't Wittebroodskind (1960-1965)
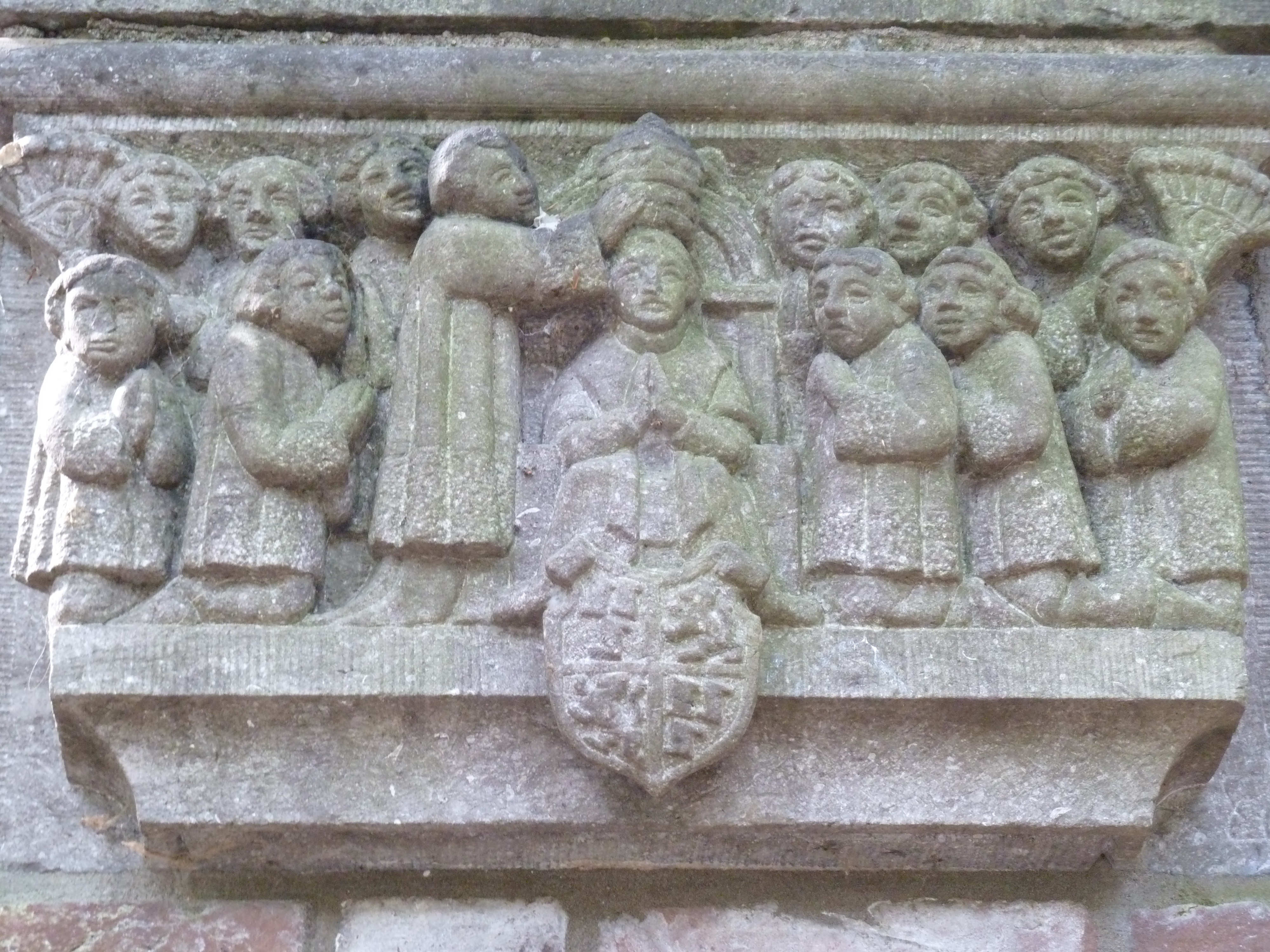
De Kroning van Paus Adriaan (1969)
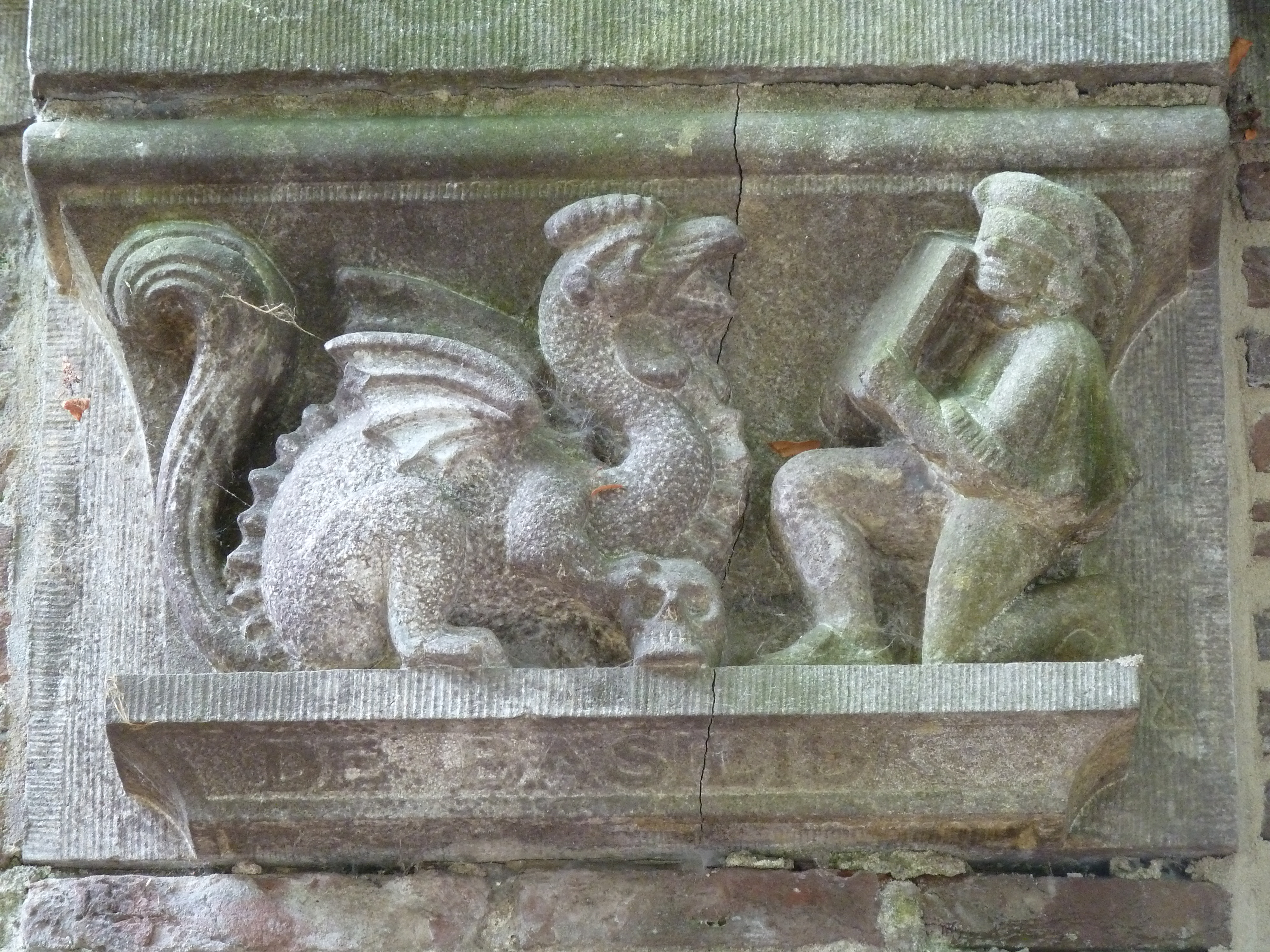
De Baselisk (voor 1977)